# MHC Amstelveen
Mixed Hockey Club Amstelveen is een hockeyvereniging in Amstelveen.
Op 20 juni 1952 werd het toenmalige AMHC Randwijck opgericht door voormalige spelers van "A.H.M" en "T.C. de IJsvogels". Per 1 september 1994 wist men de verenigingsnaam te veranderen in Mixed Hockey Club Amstelveen.
M.H.C. Amstelveen heeft meer dan 750 leden, onder wie ongeveer 260 jeugdleden. De hockeyclub heeft 24 jeugdteams en de senioren bestaan uit 14 damesteams en 8 herenteams. In de senioren doet de club het vooral goed bij studenten. De oorzaak hiervan is onder andere dat de club de enige in de omgeving is die hele teams aanneemt en als beleid heeft dat elk team een trainer moet hebben.
De club heeft in de zomer van 2011 het complex vernieuwd en heeft sindsdien drie semiwatervelden. Het terrein is gelegen in het sportcomplex op de startbaan in Amstelveen. Het tenue bestaat uit een rood/donkerblauw geblokt shirt met zilverwitte kraag, een donkerblauwe rechtermouw en een rode linkermouw, een donkerblauwe rok/broek en donkerblauwe kousen met rode banen.
Het eerste elftal van de Heren komt uit in de eerste klasse en de dames doen mee in de top van de eerste klasse. De club streeft ernaar om met beide teams door te groeien naar de overgangsklasse.
Bekende hockeyers die bij M.H.C. Amstelveen hun hockeycarrière zijn gestart, zijn Timme Hoyng, Don Prins, Mark Neumeier en Billy Bakker.